# Appuleia de coloniis deducendis
Appuleia de coloniis deducendis va ser una llei romana establerta a proposta d'Apuleu Saturní, tribú de la plebs l'anyl 652 de la fundació de Roma (any 100 aC), sota els cònsols Gai Mari i Luci Valeri, que atorgava a Mari la facultat de nomenar tres ciutadans romans per cada colònia.